# パラワン州
パラワン州 (パラワンしゅう、Province of Palawan) は、フィリピン最西端の州である。州都はプエルト・プリンセサ（Puerto Princesa）で州内唯一の都市である。面積は14,896.3km2で国内最大の州である。人口は849,469人（2015年）。

## 歴史
ミマロパ地方（MIMAROPA, Region IV-B）に属していたが、2005年に西ビサヤ地方（Western Visayas, Region VI）に移管される旨の大統領令が出された。住民の多くが事前の協議を欠いた移管に不賛成といわれ、この大統領令は未だ実行に移されておらず、パラワン州はミマロパ地方にとどまっている。
2019年4月5日、ロドリゴ・ドゥテルテ大統領はパラワン州を、パラワン・デル・ノルテ（北パラワン）州、パラワン・オリエンタル（東パラワン）州、パラワン・デル・スル（南パラワン）州に三分割する共和国法律11259号に署名した。2020年5月のパラワン州での住民投票でこの法律を承認するか却下するかが決まることになっている。

## 地理
州の大半を南北に長いパラワン島が占め、北東にミンドロ島のオクシデンタル・ミンドロ州、南西にカリマンタン島（ボルネオ島）のマレーシア領サバ州とを連絡している。北は南シナ海、南はスールー海が広がっている。なお、パラワン州はスールー海のクーヨー諸島（英語: Cuyo Archipelago）やカガヤン諸島も含んでいる。また国際的な係争地となっているスプラトリー諸島（南沙諸島）はパラワン島から数百km西の南シナ海海上に点在しているが、ここもパラワン州に属していることになっている。フィリピンではこれらの島々をカラヤアン諸島（Kalayaan、『自由』）と呼んでいる。

## 自然
海域では熱帯産の二枚貝の大半の種が見いだせるほど海洋資源が豊富であり、ウミガメ、ジュゴン、ジンベエザメなども生息している。1990年に州の全域がユネスコの「パラワン生物圏保護区」に指定された。2021年にはジョンソン島でオオシャコガイの大規模な密漁が摘発されたことがある。

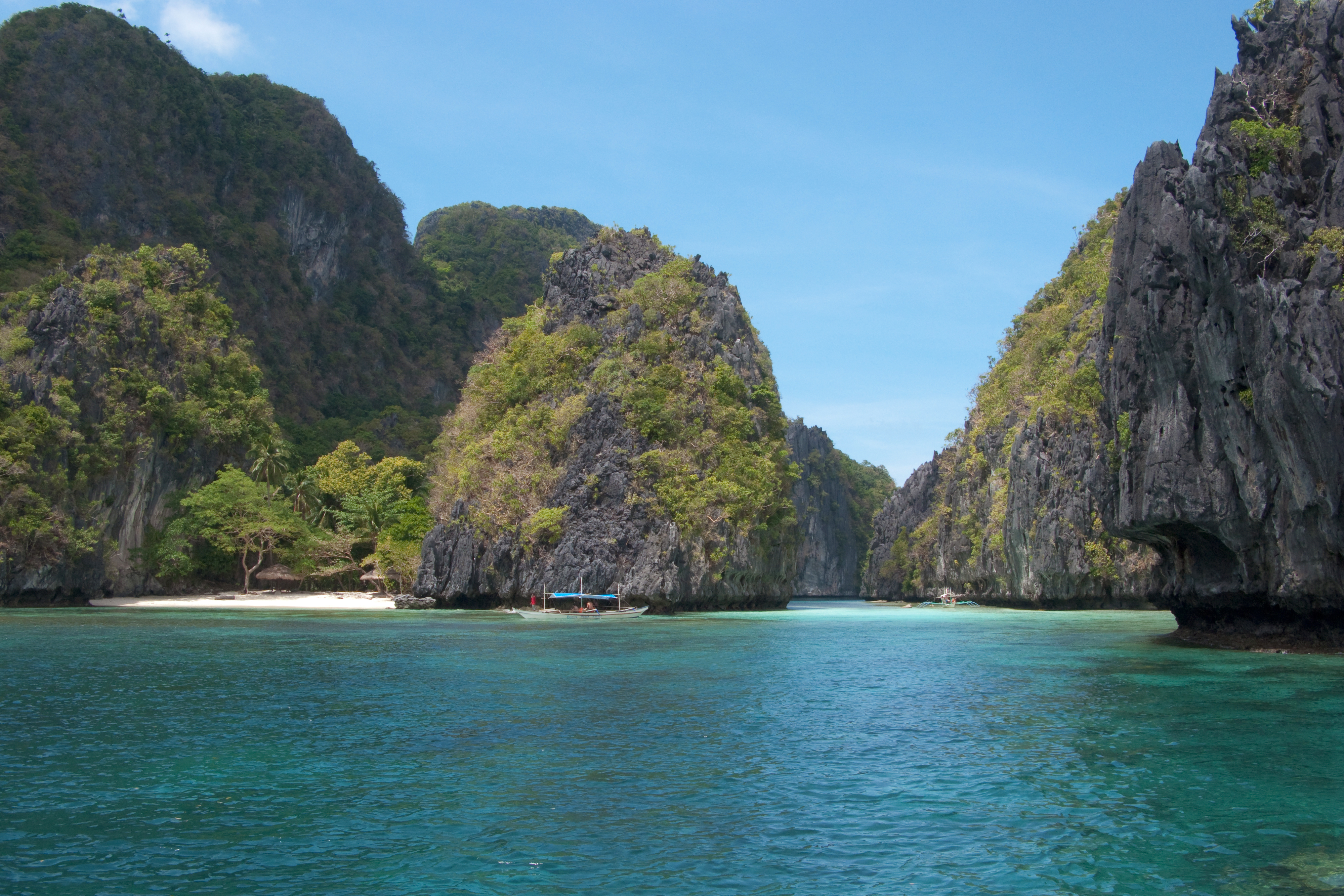
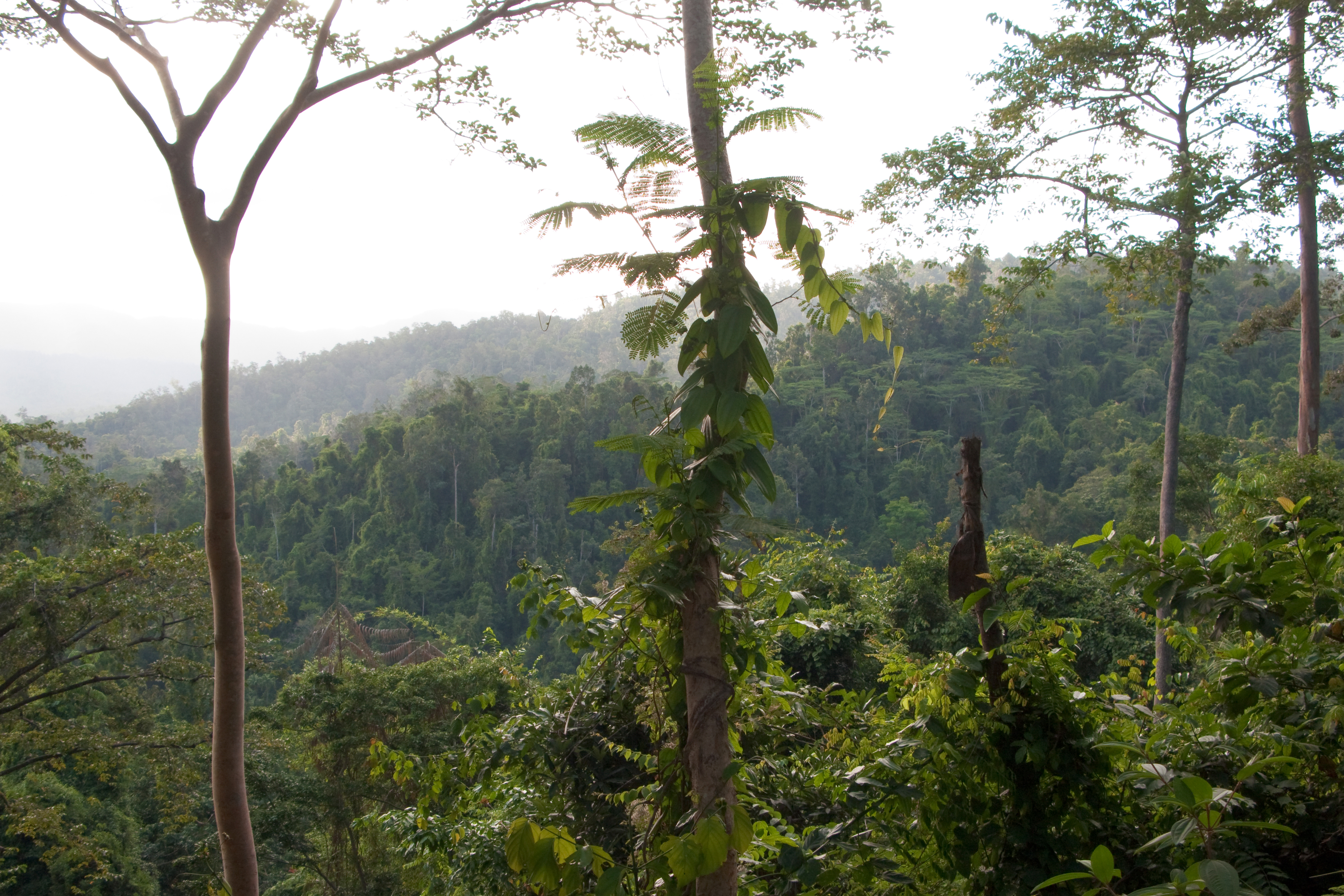
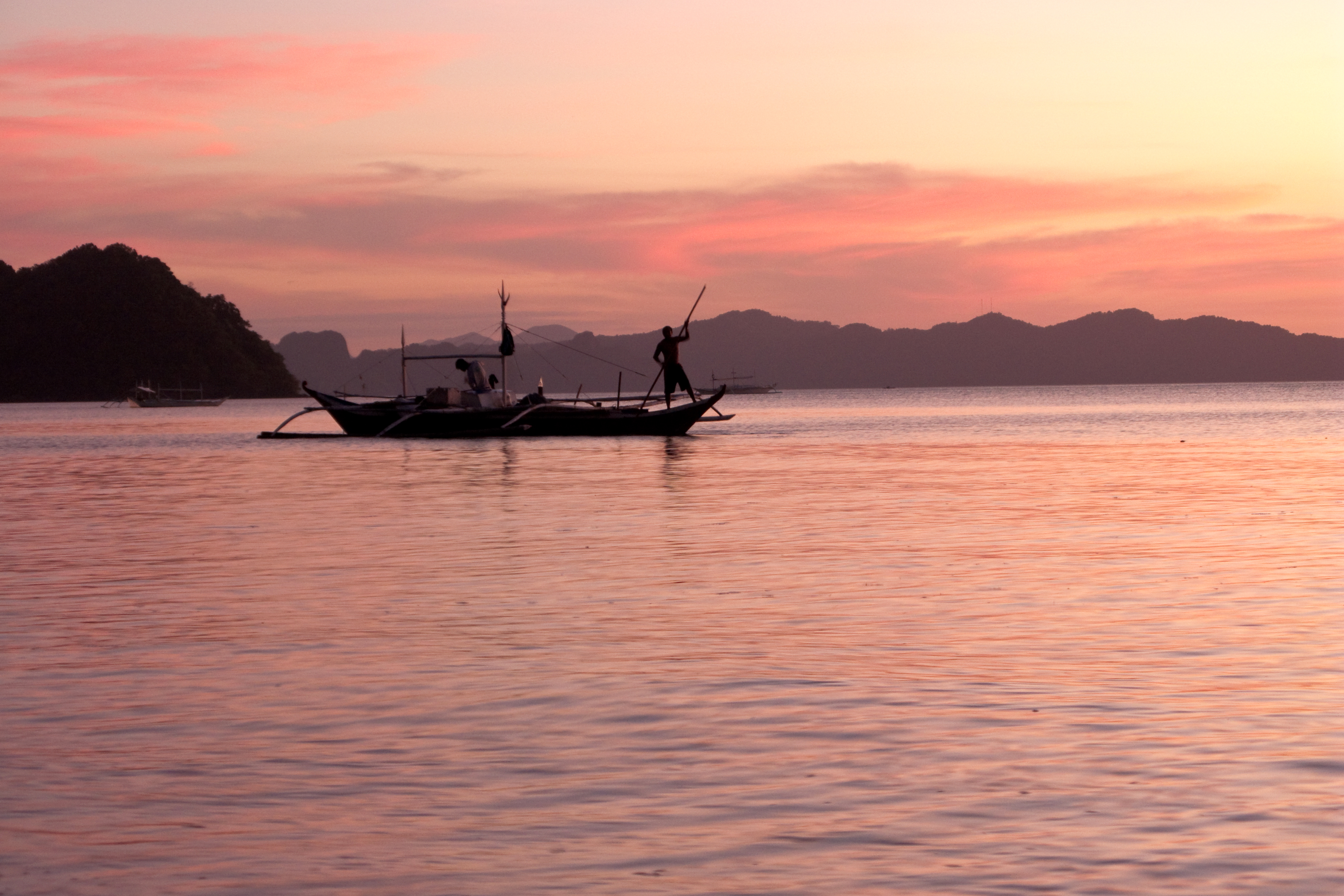

## 観光
州内にはトゥバタハ岩礁海中公園やプエルト・プリンセサ地底河川国立公園があり、美しい海と熱帯魚を誇る観光地である。

## 衛生
パラワン州は、タウィタウィ州やスールー州などと共に、熱帯性マラリアの発生地域でもあり、感染に悩んでいる。

## 住民

### 民族
アエタ族、ネグリト、en:Batak people (Philippines)、en:Palawan Tribe、en:Tagbanwa people。